# Saison 1 de Tunnel
Chronologie
Saison 2 de Tunnel
Cet article présente les épisodes de la première saison de la série télévisée Tunnel.

## Synopsis de la saison
Un cadavre est retrouvé dans une galerie de service du tunnel sous la Manche, sur la ligne de démarcation entre la France et le Royaume-Uni. Alors que le corps semble être celui d'une députée française, les enquêteurs font la surprenante découverte qu'il s'agit en réalité de deux moitiés de cadavres mises bout à bout. La Française Élise Wassermann et le Britannique Karl Roebuck doivent enquêter ensemble sur cette affaire. Le crime est rapidement revendiqué par une personne surnommée le « Terroriste de la Vérité » qui explique vouloir attirer l'attention sur les problèmes sociaux auxquels font face les deux pays.

## Distribution

### Acteurs principaux
- Stephen Dillane (VF : Éric Legrand) : DCI Karl Roebuck, de la police de Folkestone
- Clémence Poésy (VF : elle-même) : Capitaine Élise Wassermann, de la police de Calais
- Cédric Vieira (VF : lui-même) : Philippe Viot, policier français
- Sigrid Bouaziz (VF : elle-même) : Cécile Cabrillac, policière française
- Jack Lowden (VF : François Bérard) : Adam Roebuck, fils de Karl Roebuck
- Angel Coulby (VF : Emmanuelle Rivière) : Laura Roebuck, femme de Karl Roebuck
- Thibault de Montalembert (VF : lui-même) : Olivier Pujol, policier français, supérieur d'Élise Wassermann (épisodes 1-8 et 10)
- Tobi Bakare (de) (VF : Namakan Koné) : Chucks Akinade, policier anglais (épisodes 1-8 et 10)

### Acteurs récurrents
- Joseph Mawle (VF : Charles Borg) : Stephen Beaumont, responsable d'une association caritative (épisodes 1-3 et 5-6)
- Jeanne Balibar (VF : elle-même) : Charlotte Joubert, femme du financier Alain Joubert (épisodes 1-2 et 4-5)
- Catalina Denis : Veronica Moreno, immigrée (épisodes 1-3)
- Tom Bateman (VF : Yann Guillemot) : Danny Hillier, journaliste dans un tabloïd (épisodes 1-7)
- Nigel Lindsay (en) (VF : Éric Aubrahn) : Jonno, directeur du tabloïd (épisodes 1 et 3-7)
- Keeley Hawes (VF : Marion Valantine) : Suze Beaumont, sœur de Stephen Beaumont (épisodes 2-3 et 6)
- Ed Skrein : Anthony Walsh, proxénète, mari de Suze Beaumont (épisodes 2-3 et 5)
- Mia Goth (VF : Lucille Boudonnat) : Sophie Campbell, adolescente (épisodes 3-5)
- Paul Ready : Benji Robertson, schizophrène manipulé par le tueur (épisodes 3-5)
- Thibault Evrard : Gaël, sex-friend d'Élise Wassermann (épisodes 2, 5 et 7-8)
- Caroline Proust : Anne-Marie Delgado, femme du policier Laurent Delgado (épisodes 5-7)
- Jean-Toussaint Bernard : Mathieu, policier français (épisodes 4 et 7-10)
- James Frain (VF : Marc Saez) : John Sumner (épisodes 7-10)
- Anastasia Hille (VF : Zaïra Benbadis) : Andrea Kerrigan, responsable anti-terrorisme anglais (épisodes 8-10)

Source VF : Doublage Séries Database, RS Doublage et Allo Doublage

## Liste des épisodes

### Épisode 1
- Royaume-Uni : 16 octobre 2013 sur Sky Atlantic
- France : 11 novembre 2013 sur Canal+

- Royaume-Uni : 803 000 téléspectateurs[4]
- France : 1,3 million de téléspectateurs (22,4 %)[5]

- Valérie Zaccomer : Marie Villeneuve, députée française
- Mathieu Carrière : Alain Joubert, financier
- Michelle Goddet : Médecin légiste
- Ruby Wild : Tania, prostituée
- Bruno Tuchszer : Gilles Riga, attaché parlementaire de Marie Villeneuve
- Abel Gongora : Luis
- Fanny Leurent : Julie, policière française
- Jacques Schuler : Journaliste
- Charlotte Atkinson : Fille
- Richard Sutton : Démineur

### Épisode 2
- Royaume-Uni : 23 octobre 2013 sur Sky Atlantic
- France : 11 novembre 2013 sur Canal+

- Royaume-Uni : 257 000 téléspectateurs
- France : 1,3 million de téléspectateurs (22,4 %)[5]

- Valérie Zaccomer : Marie Villeneuve, députée française
- Mathieu Carrière : Alain Joubert, financier
- Michelle Goddet : Médecin légiste
- Ruby Wild : Tania, prostituée
- Bruno Tuchszer : Gilles Riga, attaché parlementaire de Marie Villeneuve
- Abel Gongora : Luis
- Liz Smith : Harriet Stone, pensionnaire de la maison de retraite
- Oscar et Reece Braddock : Mauricio, fils de Veronica Moreno
- Philippe Girard : Joël Mougin
- Frédéric Lampire : Avocat

### Épisode 3
- Royaume-Uni : 30 octobre 2013 sur Sky Atlantic
- France : 18 novembre 2013 sur Canal+

- Royaume-Uni : 626 000 téléspectateurs[4]

- Liz Smith : Harriet Stone, pensionnaire de la maison de retraite
- Oscar et Reece Braddock : Mauricio, fils de Veronica Moreno
- Pascal Laurent : Jean-Claude Delplanque, ancien militaire
- Rebecca Saire : La mère de Sophie Campbell
- Ben Abell : Reporter
- Mark Spalding : Gerry Briant
- Dan Fredenburgh : Docteur Clacy
- Polly Frame : Agent de police

### Épisode 4
- Royaume-Uni : 6 novembre 2013 sur Sky Atlantic
- France : 18 novembre 2013 sur Canal+

- Royaume-Uni : 551 000 téléspectateurs[4]

- Pascal Laurent : Jean-Claude Delplanque, ancien militaire
- Marc Barbé : Major Roget
- François Pérache : Riberry
- Marie Bunel : Julie Essien
- Sam Graham : Mike Anderson
- Joachim Raaf (de) : Gert Gruber
- Jeanne Bournaud : Hélène
- Aymeric Pol : Reporter
- Dylan Imayanga : Pierre

### Épisode 5
- Royaume-Uni : 13 novembre 2013 sur Sky Atlantic
- France : 25 novembre 2013 sur Canal+

- Royaume-Uni : 474 000 téléspectateurs[4]

- Rebecca Saire : La mère de Sophie Campbell
- Soufiane Guerrab : Yacine Cherfi
- Dimitri Rataud : Laurent Delgado, policier
- Mostéfa Djadjam : Abdelkrim Cherfi
- Dominic Letts : Dr Jacobsen
- Nicola Redmond : Secrétaire
- Hywel Morgan : Journaliste anglais 1
- Sarah Capony : Journaliste française
- Roxy Sternberg : Journaliste anglaise 2
- Amber Agha (en) : Présentatrice JT
- Steven Elder : Dr Cobb
- Andy Apollo : Officier de police
- Pierre Baux : Patrice
- Adrien Saint-Joré : Magyd

### Épisode 6
- Royaume-Uni : 20 novembre 2013 sur Sky Atlantic
- France : 25 novembre 2013 sur Canal+

- Royaume-Uni : 514 000 téléspectateurs[4]

- Fanny Leurent : Julie, policière française
- Soufiane Guerrab : Yacine Cherfi
- Dimitri Rataud : Laurent Delgado, policier
- Mostéfa Djadjam : Abdelkrim Cherfi
- Ritu Arya : Fille du bureau
- Amiera Darwish : Serveuse
- Lorraine Stanley (en) : Mère de Dean Atkinson
- Paul Chahidi : Pathologiste
- Riann Steele : Kelly

### Épisode 7
- Royaume-Uni : 27 novembre 2013 sur Sky Atlantic
- France : 2 décembre 2013 sur Canal+

- Royaume-Uni : 485 000 téléspectateurs[4]

- Alfie Buckley : Theo
- Abigail Eames : Daisy
- Claudia Hall : Emily
- Adeel Akhtar : Anwar Rashid
- Darwin Brokenbro : Cal
- Trixiebell Harrowell : Jay
- Xavier Memeteau : Reporter français
- Arinda Alexander : Policière
- Anne-Sandrine Lépine : Femme avec un chien
- Éric Beauchamp : Fort 1
- Omar Mernissi : Monsieur muscle

### Épisode 8
- France : 2 décembre 2013 sur Canal+
- Royaume-Uni : 4 décembre 2013 sur Sky Atlantic

- Royaume-Uni : 472 000 téléspectateurs[4]

- Thierry Frémont : Fabien Vincent, ancien agent de la DCRI
- Alexia Depicker : Romane
- Richard Sammut : Commandant de la DCRI
- Maxime Lefrançois : Agent Lima 1
- Amanda Root : Dr Cross

### Épisode 9
- France : 9 décembre 2013 sur Canal+
- Royaume-Uni : 11 décembre 2013 sur Sky Atlantic

- Royaume-Uni : 462 000 téléspectateurs[4]

- Laetitia de Fombelle : Valérie Lefevre
- Mark Anthony Brighton : Baines
- Joanna Hole (en) : Caissière
- Charlie Clarke : Scally
- Dylan Smith : Ross

### Épisode 10
- France : 9 décembre 2013 sur Canal+
- Royaume-Uni : 18 décembre 2013 sur Sky Atlantic

- Royaume-Uni : 559 000 téléspectateurs[4]

- Thierry Frémont : Fabien Vincent, ancien agent de la DCRI
- John Benfield (en) : Graham Roebuck, père de Karl Roebuck
- Catherine Murray : Reporter 1
- Mehdi Hariri : Reporter
- Stéphane Cornicard : Voix du terroriste